# Élections législatives tchèques de 2017
Les élections législatives tchèques de 2017 (en tchèque : Volby do Poslanecké sněmovny Parlamentu České republiky 2017) se tiennent les 20 et 21 octobre 2017 afin d'élire les 200 députés de la 8e législature de la Chambre des députés pour un mandat de quatre ans.
Le scrutin est marqué par la nette victoire à la majorité relative du parti libéral et populiste ANO 2011 de l'ancien ministre des Finances Andrej Babiš et l'effondrement du Parti social-démocrate tchèque (ČSSD) au pouvoir. Les communistes font leur pire résultat depuis la première élection démocratique en 1990 tandis que le parti nationaliste SPD effectue une percée, atteignant 10 % des voix et se plaçant quatrième. Le Parti pirate tchèque fait également son entrée au parlement avec près de 11 % des suffrages.
Les élections ont également lieu quelques mois avant un autre scrutin déterminant pour le pays, l'élection présidentielle de 2018.
Après plusieurs mois de négociation, dont une tentative de formation d'un gouvernement minoritaire composé du seul ANO et censurée par la chambre, Babis forme courant mai 2018 une coalition entre son parti et le Parti social-démocrate tchèque, avec le soutien sans participation du Parti communiste de Bohême et Moravie.

## Contexte
Aux élections législatives anticipées des 25 et 26 octobre 2013, le Parti social-démocrate tchèque (ČSSD) de l'ancien ministre des Finances Bohuslav Sobotka retrouve sa position de premier parti du pays, avec un score en baisse à seulement 20,5 % des voix, le plus mauvais de son histoire. Il est alors suivi par le mouvement populiste et libéral ANO 2011 du milliardaire Andrej Babiš, qui perce directement à la deuxième place avec 18,7 % des suffrages exprimés.
Le Parti communiste de Bohême et Moravie (KSČM), qui rassemble 14,9 % des voix, reprend son rôle de troisième force parlementaire. Il devance ainsi les chrétiens-démocrates de TOP 09, qui réunissent 12 % des suffrages et dament le pion au Parti démocratique civique (ODS), qui se contente d'une cinquième place humiliante et seulement 7,7 %, alors qu'il était le premier parti de la Chambre des députés sortante. Avec 6,9 %, le parti nationaliste de la droite populiste Aube de la démocratie directe (UPD) fait entrer l'extrême droite au Parlement tchèque. Elle devance de peu l'Union chrétienne démocrate - Parti populaire tchécoslovaque (KDU-ČSL), qui revient à la chambre basse en rassemblant 6,8 % des voix.
Le 21 novembre, Bohuslav Sobotka est désigné par le président de la République Miloš Zeman pour constituer le nouvel exécutif. Il entreprend alors des négociations avec ANO 2011 et la KDU-ČSL, ce qui lui offrirait une confortable assise parlementaire de 111 députés sur 200. Il est officiellement nommé président du gouvernement de la Tchéquie le 17 janvier 2014 et présente son gouvernement de 16 ministres le 29 janvier. Il remporte le vote de confiance par 110 voix favorables le 18 février. Il est alors le premier social-démocrate depuis Vladimír Špidla à prendre ses fonctions en conséquence d'un scrutin parlementaire.
Si la majorité parlementaire remporte dans son ensemble plus de 40 % des voix aux élections européennes de mai suivant, le rapport de forces en son sein s'inverse. ANO 2011 vire en tête avec plus de 16 %, tandis que le ČSSD atteint la troisième place avec environ 14 %, soit une chute de huit points en cinq ans. La KDU-ČSL est elle en progression d'environ deux points et frôle ainsi les 10 %. Le statut de deuxième force politique revient alors à TOP 09, qui accuse 0,2 points de retard sur ANO 2011. Au mois d'octobre, les élections municipales confirment la popularité des populistes libéraux, puisqu'ils sont une nouvelle fois premiers en rassemblant 14,6 %, devant les sociaux-démocrates qui reçoivent 12,7 %.
La situation se maintient à l'occasion des élections régionales d'octobre 2016. Avec 21,1 % des voix, ANO 2011 fait élire 176 conseillers régionaux dans tout le pays et s'impose à la majorité relative dans neuf des 13 régions. Le Parti social-démocrate reste la deuxième force politique tchèque en arrivant en tête dans deux régions, mais avec 15,3 % des suffrages exprimés, il perd 80 sièges de conseillers.
Le 24 mai 2017, Sobotka obtient le renvoi d'Andrej Babiš de ses fonctions de premier vice-président du gouvernement et ministre des Finances, après que ce dernier s'est trouvé au centre de nombreuses controverses fiscales et éthiques.

## Système électoral

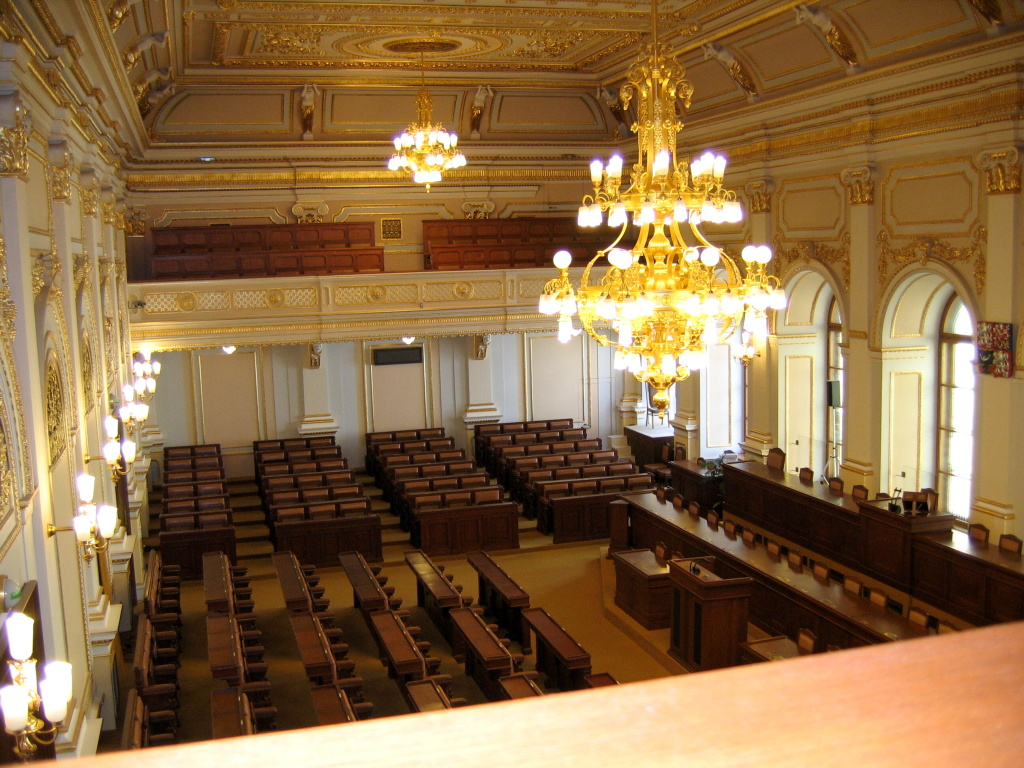
Salle de réunion de la Chambre des députés.

La Chambre des députés (en tchèque : Poslanecká sněmovna) se compose de 200 députés élus pour un mandat de quatre ans au scrutin proportionnel d'Hondt avec vote préférentiel dans 14 circonscriptions électorales.
Un seuil électoral est fixé à l'échelon national : 5 % des suffrages exprimés pour un parti, 10 % pour les coalitions de deux partis, 15 % pour les coalitions de trois partis et 20 % pour les coalitions de quatre partis et plus.
Lors du vote, en plus de celui pour la liste de parti de leur choix, les électeurs peuvent aussi indiquer leur préférence pour un maximum de quatre des candidats inscrits sur la liste. Les candidats recueillant plus de 5 % des suffrages préférentiels à l'échelon régional sont placés en haut de la liste de leur parti. Lorsque plusieurs candidats recueillent plus de 5 % des votes préférentiels, ils sont classés par ordre du nombre total de votes préférentiels qu'ils ont recueillis.
Le vote n'est pas obligatoire.

## Résultats

### Voix et sièges
|                           |                                                                       |           |       |       |        |               |  |  |  |  |
| Partis                    | Partis                                                                | Voix      | %     | +/-   | Sièges | +/-           |  |  |  |  |
|                           | ANO 2011                                                              | 1 500 113 | 29,64 | 10,98 | 78     | 31            |  |  |  |  |
|                           | Parti démocratique civique (ODS)                                      | 572 962   | 11,32 | 3,59  | 25     | 9             |  |  |  |  |
|                           | Parti pirate (ČSP)                                                    | 546 393   | 10,79 | 8,13  | 22     | 22            |  |  |  |  |
|                           | Liberté et démocratie directe (SPD)                                   | 538 574   | 10,64 | Nv.   | 22     | 22            |  |  |  |  |
|                           | Parti communiste de Bohême et Moravie (KSČM)                          | 393 100   | 7,76  | 7,15  | 15     | 18            |  |  |  |  |
|                           | Parti social-démocrate tchèque (ČSSD)                                 | 368 347   | 7,27  | 13,19 | 15     | 35            |  |  |  |  |
|                           | Union chrétienne démocrate - Parti populaire tchécoslovaque (KDU-ČSL) | 293 643   | 5,80  | 0,98  | 10     | 4             |  |  |  |  |
|                           | TOP 09                                                                | 268 811   | 5,31  | 6,69  | 7      | 19            |  |  |  |  |
|                           | Maires et Indépendants (STAN)                                         | 262 157   | 5,18  | Nv.   | 6      | 6             |  |  |  |  |
|                           | Parti des citoyens libres (Svobodní)                                  | 79 229    | 1,56  | 0,91  | 0      | en stagnation |  |  |  |  |
|                           | Parti vert (Z)                                                        | 74 335    | 1,46  | 1,74  | 0      | en stagnation |  |  |  |  |
|                           | Parti du bon sens (cs) (Rozumní)                                      | 36 528    | 0,72  | 0,45  | 0      | en stagnation |  |  |  |  |
|                           | Les Réalistes (REAL)                                                  | 35 995    | 0,71  | Nv.   | 0      | en stagnation |  |  |  |  |
|                           | Parti des droits civiques (SPOZ)                                      | 18 556    | 0,37  | 1,14  | 0      | en stagnation |  |  |  |  |
|                           | Autres partis (17)                                                    | 72 016    | 1,42  | –     | 0      | –             |  |  |  |  |
|                           |                                                                       |           |       |       |        |               |  |  |  |  |
| Suffrages exprimés        | Suffrages exprimés                                                    | 5 060 759 | 99,40 |       |        |               |  |  |  |  |
| Votes blancs et invalides | Votes blancs et invalides                                             | 30 306    | 0,60  |       |        |               |  |  |  |  |
| Total                     | Total                                                                 | 5 091 065 | 100   | –     | 200    | en stagnation |  |  |  |  |
| Abstentions               | Abstentions                                                           | 3 283 436 | 39,21 |       |        |               |  |  |  |  |
| Inscrits/Participation    | Inscrits/Participation                                                | 8 374 501 | 60,79 |       |        |               |  |  |  |  |

### Cartes des résultats
Cartes des résultats par district : une couleur plus sombre indique un pourcentage plus élevé.
|  |
|  |

|     |
| ANO |

|     |
| ODS |

|         |
| Pirates |

|     |
| SPD |

|      |
| KSČM |

|      |
| ČSSD |

|         |
| KDU–ČSL |

|        |
| TOP 09 |

|      |
| STAN |

## Analyse et conséquences

### Conséquences
Une dizaine de jours après les élections, Andrej Babiš annonce vouloir créer un gouvernement minoritaire, n'ayant pas réussi à trouver des partenaires pour former une coalition majoritaire à la Chambre des députés. Babiš est nommé président du gouvernement le 6 décembre 2017. Il compose son gouvernement de membres de son parti et d'une importante part d'indépendants, représentant plus de la moitié des ministres.
Le 16 janvier 2018, la Chambre des députés refuse la confiance au gouvernement Babiš, par 117 voix contre 78 et 5 abstentions. La démission du gouvernement est présentée le 17 janvier. Celui-ci est alors chargé des affaires courantes. Le 24 janvier, à deux jours du second tour de l'élection présidentielle tchèque de 2018, Babiš est de nouveau chargé par le président Zeman de former un gouvernement.
Après quatre mois de négociations, Andrej Babiš conclut à la fin du mois de mai 2018 un accord de coalition en vue de former un gouvernement minoritaire avec le Parti social-démocrate tchèque, avec le soutien sans participation du parti communiste. Renommé dans ses fonctions le 6 juin, il dispose d'un délai de 15 jours pour former sa nouvelle équipe ministérielle.
Le lendemain, le débat sur le vote de confiance débute à la Chambre des députés. Après 16 heures de discussions, il reçoit l'investiture de la chambre basse avec 105 voix pour et 91 votes contre. Depuis 1989, c'est la première fois qu'un exécutif tchèque dépend du Parti communiste.